# خرفخانه‌های تنگ غنیمی
خرفخانه‌های تنگ غنیمی مربوط به دورهٔ ساسانیان است و در شهرستان شیراز، بخش سروستان، کیلومتری ۱۰ جادهٔ سروستان، خرامه، سمت چپ جاده، بر روی ارتفاعات مشرف بر جادهٔ اصلی واقع شده و این اثر در تاریخ ۲۸ شهریور ۱۳۸۶ با شمارهٔ ثبت ۱۹۷۳۵ به‌عنوان یکی از آثار ملی ایران به ثبت رسیده است.